# Walkringen
Walkringen (toponimo tedesco) è un comune svizzero di 1 782 abitanti del Canton Berna, nella regione di Berna-Altipiano svizzero (circondario di Berna-Altipiano svizzero).

## Storia
Il comune di Walkringen è stato istituito nel 1834 integrando anche le località di Bigenthal e Wikartswil

## Monumenti e luoghi d'interesse
- Chiesa riformata, attestata dal 1239 e ricostruita nel 1514-1515[1].

## Società

### Evoluzione demografica
L'evoluzione demografica è riportata nella seguente tabella:
Abitanti censiti

## Geografia antropica

### Frazioni
- Bigenthal[2]
- Walkringen[1]
  - Schwendi
  - Wydimatt
- Wikartswil[3]
  - Niederwil

## Economia

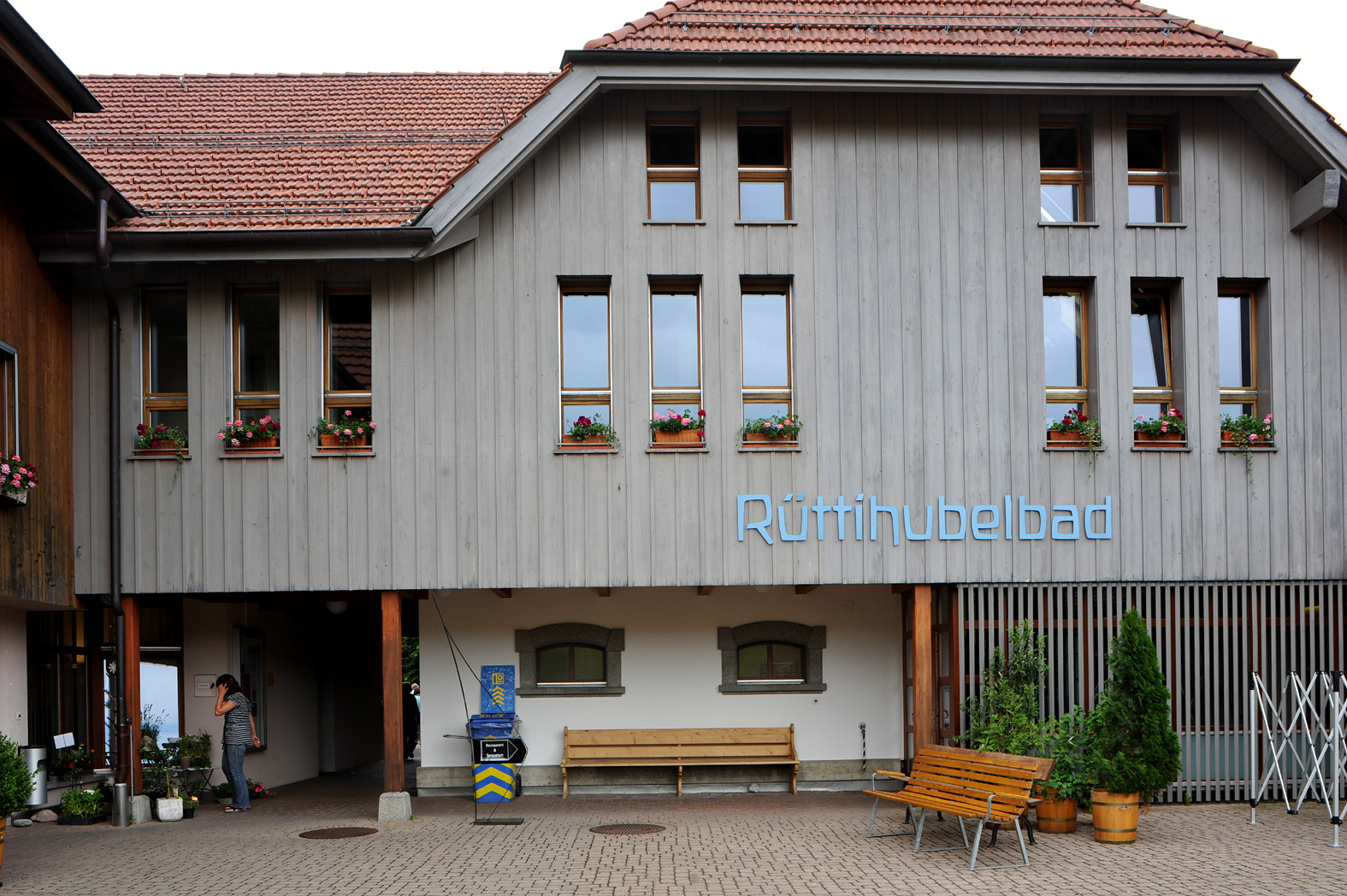
Rüttihubelbad

In località Wikartswil sorge il centro termale Rüttihubelbad, aperto nel 1834 e ricostruito dal 1987.

## Infrastrutture e trasporti
Walkringen è servito dall'omonima stazione e da quella di Bigenthal sulla ferrovia Burgdorf-Thun.

## Amministrazione
Ogni famiglia originaria del luogo fa parte del cosiddetto comune patriziale e ha la responsabilità della manutenzione di ogni bene ricadente all'interno dei confini del comune.